# Coole
Coole ist eine französische Gemeinde mit 156 Einwohnern (Stand 1. Januar 2022) im Département Marne in der Region Grand Est. Sie gehört zum Arrondissement Vitry-le-François und zum Gemeindeverband Vitry, Champagne et Der.

## Geografie
Die Gemeinde Coole liegt inmitten der Trockenen Champagne, etwa 14 Kilometer westlich von Vitry-le-François. Das ca. 30 km² umfassende Gemeindegebiet ist völlig baumlos und besteht aus endlosen Feldern. Im Dorf Coole entspringt der gleichnamige Fluss Coole. Umgeben wird Coole von den Nachbargemeinden Faux-Vésigneul im Norden, Pringy im Nordosten, Maisons-en-Champagne im Südosten, Sompuis im Süden sowie Soudé im Westen.

## Toponymie
Der Ortsname stammt vom gallischen coslo ab.
Folgende Schreibweisen des Ortsnamens sind belegt:
- Cosla im Jahr 983
- Cosleim Jahr  1117
- Cola im Jahr 1191
- Coulle um 1252
- Coosle im Jahr 1469
- Coole-en-Champaigne im Jahr 1504

## Bevölkerungsentwicklung
| Jahr      | 1962 | 1968 | 1975 | 1982 | 1990 | 1999 | 2010 | 2018 |
| Einwohner | 218  | 202  | 185  | 176  | 173  | 156  | 141  | 147  |

Im Jahr 1881 wurde mit 284 Bewohnern die bisher höchste Einwohnerzahl ermittelt. Die Zahlen basieren auf den Daten von annuaire-mairie und INSEE.

## Sehenswürdigkeiten

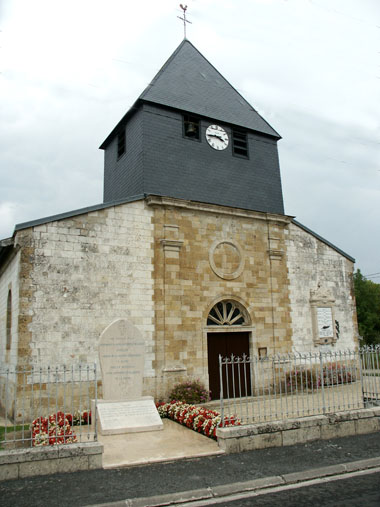
Kirche Saint-Memmie

- Kirche Saint-Memmie
- Wasserturm

## Wirtschaft und Infrastruktur
Die steppenartige Landschaft um Coole begünstigt den großflächigen Anbau von Getreide. In Coole sind 19 Landwirtschaftsbetriebe ansässig, die Getreide, Hülsenfrüchte und Ölsaaten anbauen sowie einen Geflügelzuchtbetrieb. Die Getreidesilos im Westen des Dorfes Coole sind in der flachen Landschaft kilometerweit zu sehen.
Die Route nationale 4 von Paris nach Toul durchquert Coole auf einem zehn Kilometer langen schnurgeraden Abschnitt. Weitere Straßenverbindungen bestehen nach Faux-Vésigneul, Songy und Sompuis. Zwölf Kilometer westlich von Coole besteht bei Sommesous ein Autobahnanschluss an die Autoroute A26, die von Calais nach Troyes führt. Der nächste Bahnhof befindet sich im 14 Kilometer entfernten Vitry-le-Françoi an der Bahnstrecke Paris–Strasbourg.

## Belege
1. ↑  Ortsnamenforschung auf academia.edu
2. ↑  Coole auf annuaire-mairie
3. ↑  Coole auf INSEE
4. ↑  Landwirtschaftsbetriebe in Coole